# Macarena Rodríguez
Macarena Rodríguez Pérez (Mendoza, 10 de junio de 1978) es una jugadora argentina de hockey sobre césped, que formó parte de la selección de su país y de la que fue capitana, con la que participó y ganó el Campeonato del Mundo en 2010 y la medalla de plata en los Juegos Olímpicos de Londres 2012. Obtuvo tres veces el Champions Trophy (2010, 2012 y 2014), medallas de plata en el Champions Trophy 2011 y en los Juegos Panamericanos de 2011 y 2015 y dos medallas de oro en la Copa Panamericana (2004, 2013). En enero de 2012 cumplió 100 partidos internacionales con Las Leonas. Becada por la Secretaría de Deportes de la Nación.

## Carrera deportiva
Se formó deportivamente en el Club Andino Mendoza. En 2001, fue convocada por primera vez para integrar la selección mayor argentina (Las Leonas), pero recién en 2010 obtuvo la titularidad, a raíz de su desempeño sobresaliente en el Campeonato Mundial de ese año, en el que Las Leonas salieron campeonas. Macarena obtuvo la medalla de oro en el Champions Trophy de 2010 y medallas de plata en el Champions Trophy de 2011 y los Juegos Panamericanos de Guadalajara 2011 y Toronto 2015. En 2012, consiguió su segundo Champions Trophy y ese mismo año fue seleccionada para competir en los Juegos Olímpicos de Londres 2012. En 2014, obtuvo la medalla de bronce en el Campeonato Mundial y la medalla de oro en el Champions Trophy realizado en su ciudad natal, Mendoza.
En el partido contra Alemania por el Champions Trophy 2012, cumplió 100 partidos oficiales con Las Leonas.
En 2015, fue parte del equipo que compitió en los Juegos Panamericanos, donde obtuvo la medalla de plata.
Actualmente, es jugadora de la primera división del Club Atlético River Plate.